# Yan Zibei
Yan Zibei (en chinois : 闫 子贝, né le 12 octobre 1995) est un nageur chinois.
Il participe aux Jeux olympiques de 2016 sur 100 m brasse.
Aux Championnats du monde 2017, il est médaillé de bronze au relais 4 × 100 mètres quatre nages mixte.
Aux Jeux asiatiques 2018, il récolte quatre médailles dont deux en or.

## Palmarès

### Championnats du monde en grand bassin
- Championnats du monde 2017 à Budapest :
  -  Médaille de bronze du relais 4 × 100 m quatre nages mixte
- Championnats du monde 2019 à Gwangju :
  -  Médaille de bronze du 100 m brasse
- Championnats du monde 2023 à Fukuoka :
  -  Médaille d'or du relais 4 × 100 m quatre nages mixte (participe uniquement aux séries).
  -  Médaille d'argent du relais 4 × 100 m quatre nages (participe uniquement aux séries).